# Timbre non émis

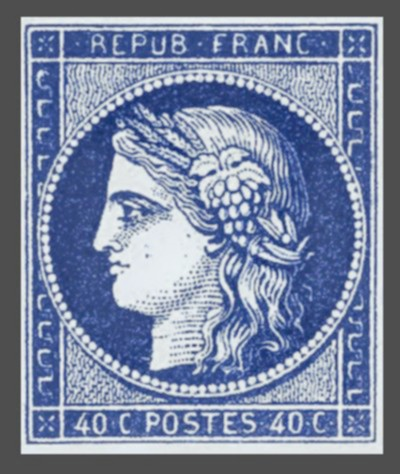
Le 40 centimes bleu, premier timbre non émis de France. L'impression a été interrompue, la couleur bleu ayant été affectée au 20 c en mars 1849

Les timbres non émis sont des timbres imprimés en quantité, mais que l'on a renoncé à émettre pour différentes raisons :

## Les causes de non émission d'un timbre
Ces causes peuvent être regroupées en quatre catégories :
- changement de tarif ;
- constat d'une sérieuse anomalie après l'impression du timbre ;
- désaccords entre administrations ;
- considérations politiques.

## Les non-émis pour cause de changement de tarif

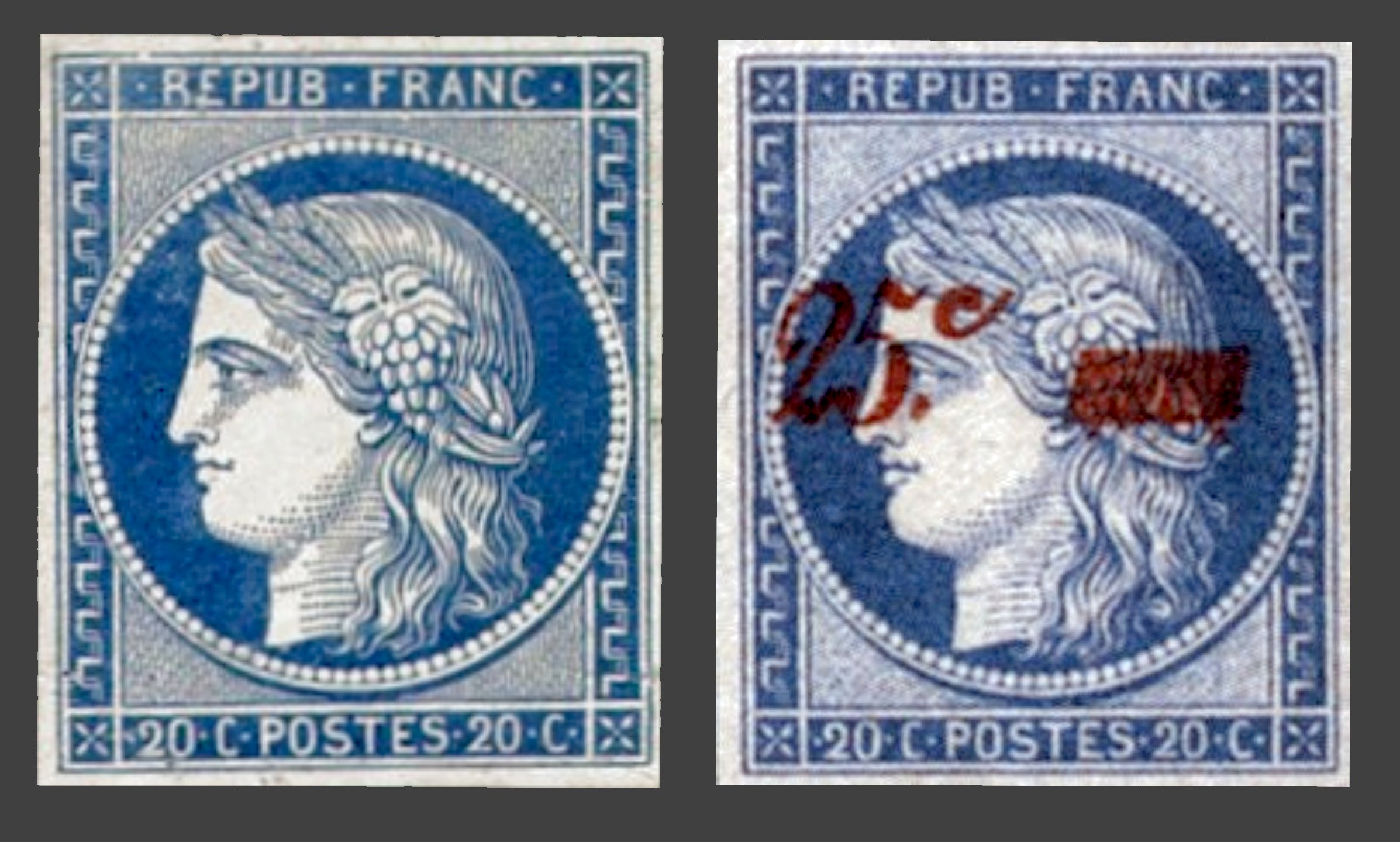
Le 20 centimes bleu et avec la surcharge 25c. rouge (réimpression de 1862), timbre non émis de France.

- L'un des plus anciens timbres-poste non émis en raison d'un changement de tarif est le 20c Cérès bleu de 1849 : Cette figurine avait été imprimée à partir d'avril 1849 pour remplacer le 20c noir de la même série par un timbre plus clair sur lequel les annulations apparaîtraient mieux. Mais, par économie, l'administration avait voulu épuiser le 20c noir avant d'émettre la nouvelle figurine. Or, avant que cet épuisement se réalise, le tarif de la lettre simple fut porté, le 1er juillet 1850 de 20c à 25c. Dès lors le stock de ce 20c bleu, privé de toute utilité fut détruit. Seuls quelques exemplaires, conservés sans doute comme justificatifs par la Monnaie avant de tomber entre les mains des collectionneurs, ont été conservés.
- Un cas similaire concerne le timbre-poste algérien de 90c au type "rue de la Kasbah", imprimé en 1939, pour les lettres simples. Mais un changement de tarif du 1er décembre 1939, ayant porté le coût de ces lettres à 1F, rendit inutilisable ce 90c pour la fonction à laquelle il était destiné. Mais cette fois les exemplaires de ce timbre, au tirage initialement très important, ne furent pas détruits, mais surchargés "1F", par économie. Toutefois la providence habituelle des philatélistes, ou plutôt de certains postiers bien placés, veillait encore, et quelque 90c vierges de toute surcharge firent surface, après la Seconde guerre mondiale, à des prix fort élevés.

## Les non-émis pour cause de désaccords entre administrations
- En application d'une loi du 6 décembre 1941, une série de 15 timbres de contrôle, illustrés de la Francisque de Pétain, fut créée pour l'affranchissement du courrier officiel, qu'il s'agisse des correspondances entre administrations ou des plis officiels adressés aux particuliers. Le but de ces timbres était de faire apparaître le coût de fonctionnement effectif des différents services publics, en reportant sur chacun d'eux le montant jusqu'ici occulté de ses frais de correspondance, et en exonérant d'autant le budget de la poste.
- Cette réforme ne convenait en rien aux autres ministères qui se liguèrent pour bloquer sa mise en vigueur, et obtinrent même son retrait officiel en 1944. Ainsi les timbres nécessaires à cette réforme ne furent pas émis, et seul un petit stock d'entre eux, collés les uns contre les autres, échappèrent alors à la destruction. Si bien que les figurines survivantes récupérées après décollage sont généralement dépourvues de gomme.

## Les non-émis pour cause d'anomalie détectée après l'impression
- Ce fut d'abord le cas pour le timbre de quittances de 1871, d'abord imprimé avec un burelage grenat. Comme ce grenat obscurcissait les mentions du timbre, ce tirage fut alors détruit, puis remplacé par un timbre avec burelage bleu. Cependant quelques exemplaires découverts récemment ont échappé à la destruction du stock rendu inutile. Ces timbres non-émis sont particulièrement rares.
- Ce fut le cas aussi pour trois autres timbres fiscaux de quittances imprimés en 1915 par l’Atelier du Timbre en vue d'un usage courant, et présentant chacun une erreur de légende. Ces erreurs ayant été relevées par une observation du Conseil d’État, il fallut alors détruire tout le tirage de ces trois timbres (des centaines et des centaines de milliers d’exemplaires !) pour les remplacer par trois nouvelles figurines rectifiées.
- Si bien que seule la découverte, au cours des années 1990, de quelques exemplaires de ces timbres erronés ont permis à Henri Barbero de dévoiler les ressorts de cette affaire (H. Barbero, “Les mystérieux non-émis de Quittances de 1915”, Le Monde des Philatélistes, janvier 1997). Ces timbres, à la fois erronés et non émis joignaient donc à leur rareté la révélation d’un dysfonctionnement occulté de l’Atelier du Timbre, qui méritait d’être mis en évidence.

## Les non-émis pour raisons politiques

### Les non-émis pour cause de disparition de l'autorité émettrice
Après la Première guerre mondiale, l'État du Monténégro cessa d'exister étant alors intégré au nouveau royaume des Serbes, Croates et Slovènes (future Yougoslavie). Du même coup, le stock d'une série de timbres-poste, commandée antérieurement par le défunt petit royaume, resta entre les mains de son imprimeur, sans qu'il ait pu les livrer…ni être payé. L'imprimeur se remboursa alors en mettant le stock de ces timbres non émis sur le marché philatélique. À la suite de quoi, ces figurines ont meublé pendant des décennies les pochettes pour enfants et les albums des philatélistes débutants.
Dans son numéro du 27 février 2020, le journal « Le Monde » publia un article ayant trait à un timbre algérien non émis.

### Les non-émis pour inopportunité politique
En France, il fut décidé par le décret-loi du 14 avril 1934 d'effectuer une retenue fiscale de 3 % sur les retraites des anciens combattants. Certes ces retraites étaient faibles, et les intéressés les  « aient » trouvées insuffisantes. Mais, comme les anciens combattants étaient alors nombreux, cette retenue était de nature à réduire de façon non négligeable la charge de l'État. Aussi fut-il imprimé, à cet effet, deux séries de 23 timbres comportant la fière devise « Pour la patrie ».
Pourtant ces timbres restèrent finalement non émis, et ce pour deux raisons :
- tout d'abord parce que les anciens combattants, qui avaient le sentiment d'avoir déjà donné « pour la patrie », risquaient de ressentir comme une provocation la présence de tels timbres sur leurs mandats de paiement.
- ensuite, parce que le graveur Daussy n'avait rien trouvé de mieux que d'illustrer d'un faisceau de licteur la seconde de ces séries. Or le faisceau, vieux symbole républicain en France, était devenu entretemps l'insigne du parti fasciste italien (qui lui aussi avait commencé par être un rassemblement d'anciens combattants).

Ce mauvais procédé aurait pu valoir à Daussy d'être congédié, pour manque de patriotisme, en un temps où le parti fasciste italien revendiquait la Savoie, le Var et la Tunisie. Il n'en fut rien, mais, du moins, l'administration, qui avait d'abord approuvé le projet, se ravisa-t-elle au dernier moment. Ces timbres non émis furent donc détruits, sauf quelques exemplaires recueillis par des personnes bien placées.

### Les non-émis prémédités
Par exception, certains timbres ont été "non émis" de façon intentionnelle :
Il s'agit des timbres coloniaux imprimés par le gouvernement de Vichy, de 1941 à 1944, pour les colonies rattachées à la France libre. Pourtant ces timbres, vendus à Paris aux collectionneurs et négociants métropolitains par l'Agence des Timbres-poste coloniaux de l'avenue de La Bourdonnais, n'avaient aucune chance de parvenir aux services postaux des colonies censées les utiliser. Ont été notamment dans ce cas la plupart des timbres des séries pour la "Défense de l'Empire" et pour la "Protection de l'enfance indigène", ainsi que ceux des paires coloniales avec médaillon de Pétain et ceux des séries coloniales "sans R.F.".
Les raisons de ces mises en vente de timbres inutilisables étaient au nombre de deux :
- Le gouvernement de Vichy s'efforçait obstinément de cacher aux Français l'ampleur des ralliements à la "Dissidence" (cf.France libre), et l'un des moyens d'y parvenir était, croyait-il, de nier cette évidence, en persistant à émettre des timbres pour les colonies échappant à son autorité.
- L'administration parisienne des colonies trouvait dans la vente de ces figurines une source de revenu, injustifiée certes, mais bienvenue.

## Les "non-émis, émis"
Il est arrivé qu'avant de renoncer à l'émission d'un timbre, les autorités compétentes en aient parfois diffusé quelques exemplaires, et que, par la suite, leurs détenteurs, priés de les retourner s'en sont parfois abstenus. Il est alors arrivé que ces détenteurs eux-mêmes ou une personne de leur entourage les aient utilisés par inadvertance :
- Cela s'est produit, par exemple, en France, en janvier 1939, lorsque furent émis les quatre premiers timbres fiscaux de Taxes communales : Or de ces quatre valeurs trois seulement correspondaient à des usages bien définis : Le 1F50 pour les copies conformes, le 2F50 pour les actes de Naissance, et le 5F pour les actes de mariage. Mais le 10F, lui, ne correspondait à rien !
- S'apercevant alors de sa méprise, l'administration réclama immédiatement aux communes le retour de ces 10F sans emploi, et ceux-ci lui furent restitués dans le mois. C'est ainsi qu'à la Mairie du Touquet, dans le cahier du régisseur d'avance, la mention au 1er janvier 1939 de l'entrée d'une feuille de 50 timbres de 10F avait disparu le 1er février, cette feuille ayant été renvoyée.
- Cependant quelques communes omirent alors d'effectuer le renvoi de ces timbres, de toute façon inutiles. Mais, quelques années plus tard, lorsque le tarif des Copies conformes, passé en 1945 à 3F, fut porté à 10F en 1949, et qu'un nouveau timbre de 10F eût été émis à cet effet, en d'autres couleurs, on vit ressortir dans certaines communes quelques exemplaires non restitués du 10F de 1939 sur des copies remises aux usagers. Ainsi ce timbre non émis se trouva-t-il finalement émis.
- Un fait analogue est survenu en 2001, en Allemagne, pour quelques timbres-poste à l'effigie d'Audrey Hepburn, remis prématurément à un ministre comme spécimens et non restitués lorsque l'émission en fut décommandée. À quelque temps de là, son épouse les utilisa pour affranchir son courrier. En toute bonne foi, certainement, car, si elle avait eu l'intention d'en tirer profit, elle aurait eu intérêt à garder au fond d'un coffre ces figurines dont la valeur a dépassé les 100 000 DM. Quoi qu'il en soit, les quelques exemplaires retrouvés sont donc oblitérés, ce qui, pour des non-émis, est quelque peu inusité (cf. Audrey Hepburn (timbre)).
- La même aventure s'était déjà produite en 1980, dans le même pays, pour un timbre-poste commémoratif des Jeux olympiques de Moscou 1980, dont l'émission avait été décommandée, lorsque l'Allemagne fédérale eût décidé de ne pas y participer.

## Différences entre non-émis et essais ou variétés

### Non-émis et essais
Les non-émis sont, on l'a indiqué, des timbres définitifs imprimés en quantité pour faire face à des besoins fiscaux ou postaux bien définis.
Il ne faut donc pas les confondre avec certaines catégories d'essais arrivés à maturité, et imprimés à quelques exemplaires, pour faciliter les derniers choix de couleurs ou de papier, etc. (cf. Épreuves et essais en philatélie) :
- Par exemple les 10F La Rochelle dans les couleurs chaudron ou noir ne sont pas des non émis, mais simplement de très rares essais de couleur. De même l'essai du 75c Arts décoratifs, en carmin et bleu, n'est-il en rien un "non-émis", mais simplement, comme les deux figurines précédentes, un essai de couleur "non retenu".
- De même en philatélie fiscale (cf. Philatélie fiscale), où les figurines de Spécialités pharmaceutiques jaunes et vertes, bien que dentelées et gommées, sont des essais de couleurs et pas des non-émis.
- Par exemple également, le 3F de la série fiscale unifiée de 1924, qui, émis en vert et rouge, existe aussi dans cinq autres associations de couleurs en dentelés et avec gomme. Le premier connu de ces timbres avait été découvert par le général Martinage, vice-président de la S.F.P.F., et avait d'abord été pris pour un non-émis. Mais, après la découverte, dans la collection Chamandrier, de quatre autres figurines comportant des combinaisons de couleurs différentes pour la même valeur faciale, il est devenu évident qu'il s'agissait d'essais de couleur rarissimes, mais pas de non-émis.

### Non-émis et variétés
Il ne faut pas non plus confondre les non-émis avec certaines variétés de couleur, telles que le timbre-poste d'Algérie de 5F orange de 1943 au type Armoiries, dépourvu de sa surcharge "2F". Ce dernier timbre n'est en effet pas un non-émis, car il avait spécialement été imprimé en orange (au lieu de vert) pour être immédiatement surchargé. Donc l'apparition accidentelle de l'une de ses feuilles sans surcharge n'en fait pas un non-émis, mais simplement une très rare variété "surcharge manquante" du 2F sur 5F.
Suisse, 19 juin 1999, candidature pour les Jeux olympiques de Sion 2006. Les timbres étaient imprimés, les envois destinés aux offices de poste prêts à partir, les camions allaient démarrer, une délégation de la Poste était présente à Sion avec une grande reproduction du timbre-poste lorsque, tôt le matin de ce 19 juin 1999, la foule qui avait envahi la Place de la Planta entendit Juan Antonio Samaranch annoncer : «…Torino ! »

### Non-émis postaux
- Yvert et Tellier, Catalogue spécialisé des timbres de France, Tomes 1 et 2, Amiens, 1975 et 1982.
- Dallay, Catalogue de cotation de timbres de France, Paris, 2006 -2007.

### Non-émis fiscaux
- Yvert & Tellier (et S.F.P.F.), Catalogue des timbres fiscaux et socio-postaux de France et de Monaco, Yvert et Tellier, Amiens, 2004.